# 新藤健一
新藤 健一（しんどう けんいち、1943年 - ）は、日本のフォトジャーナリスト。

## 略歴
東京生まれ。東京写真短大（現・東京工芸大学）卒業後、共同通信社入社。ニュースカメラマンとして帝銀事件・平沢貞通被告の獄中写真やダッカ日航機ハイジャック事件をスクープした。写真部次長、編集委員を経て2003年に退職後、明星大学、東京工芸大学、立教大学の非常勤講師、フリーのフォトジャーナリストとして新石垣空港建設、東日本大震災、辺野古の新基地問題などを取材している。

## 著書
- 『写真のワナ 新・写真の読み方』情報センター出版局 1984
- 『映像のトリック』1986 講談社現代新書　「崩壊する映像神話」ちくま文庫
- 『見えない戦争 あなたの隣の「危険」と「軍事」』情報センター出版局 1993
- 『写真のワナ ビジュアル・イメージの読み方』情報センター出版局 1994
- 『疑惑のアングル 写真の嘘と真実、そして戦争』平凡社 2006

### 共編著
- 『検証・ニコン慰安婦写真展中止事件 日韓対訳』責任編集 産学社 2012
- 『沖縄「辺野古の海」は、いま 新しい巨大米軍基地ができる 写真ドキュメント』編著 七つ森書館 2015
- 『広島原爆写真集 決定版』反核・写真運動 監修,小松健一共編 勉誠出版 2015
- 『長崎原爆写真集 決定版』反核・写真運動 監修,小松健一共編 勉誠出版 2015